# Список дійсних членів Національної академії медичних наук України
Список чинних академіків Національної академії медичних наук України станом на 6 грудня 2021 року. Нараховує 33 осіб. Окремо вказано 30 померлих членів НАМН.
Перші 20 академіків були обрані 23 березня 1993 року, а 5 квітня було додано ще одного. Надалі кожні 3 роки з 1994 року дообирали 5 нових членів академії: 25 березня 1994 року, 4 квітня 1997 року, 4 липня 2000 року. Ще трьох академіків дообрали 4 жовтня 2002 року та двох — 4 липня 2007 року. Втім за 2010—2012 роки було обрано 16 академіків НАМН. Потім після тривалої перерви нові вибори провели 31 травня 2017 року, обравши 7 нових членів НАМН.

## Чинні академіки
| Академік НАМНУ                  | Фах                                                           | Дата обрання    |
| ------------------------------- | ------------------------------------------------------------- | --------------- |
| Андрейчин Михайло Антонович     | військова епідеміологія, інфекційні хвороби                   | 31 травня 2017  |
| Антипкін Юрій Геннадійович      | педіатрія                                                     | 4 липня 2007    |
| Базика Дмитро Анатолійович      | Радіаційна медицина. Радіаційна безпека                       | 31 травня 2017  |
| Біловол Олександр Миколайович   | клінічна фармакологія                                         | 23 травня 2012  |
| Бондаренко Віктор Олександрович | хірургія                                                      | 22 березня 1993 |
| Бутенко Геннадій Михайлович     | патологічна фізіологія                                        | 1994            |
| Возіанова Жанна Іванівна        | інфекційні хвороби                                            | 4 жовтня 2002   |
| Вороненко Юрій Васильович       | гігієна                                                       | 28 грудня 2011  |
| Гайко Георгій Васильович        | травматологія та ортопедія                                    | 23 травня 2012  |
| Головенко Микола Якович         | фармакологія                                                  | 22 березня 1993 |
| Гринь Владислав Костянтинович   | регенеративна медицина                                        | 13 вересня 2010 |
| Заболотний Дмитро Ілліч         | хвороби вуха, горла і носа                                    | 13 вересня 2010 |
| Запорожан Валерій Миколайович   | акушерство і гінекологія                                      | 4 липня 2000    |
| Зіменковський Борис Семенович   | фармацевтична хімія, синтез нових біологічно активних речовин | 31 травня 2017  |
| Коваленко Володимир Миколайович | кардіологія                                                   | 13 вересня 2010 |
| Комісаренко Сергій Васильович   | імунологія                                                    | 22 березня 1993 |
| Кордюм Віталій Арнольдович      | медична генетика                                              | 4 липня 2000    |
| Лазоришинець Василь Васильович  | травматологія та ортопедія                                    | 31 травня 2017  |
| Лоскутов Олександр Євгенійович  | педіатрія                                                     | 31 травня 2017  |
| Мороз Василь Максимович         | фізіологія                                                    | 13 вересня 2010 |
| Москаленко Віталій Федорович    | соціальна гігієна                                             | 13 вересня 2010 |
| Никоненко Олександр Семенович   | трансплантологія                                              | 23 травня 2012  |
| Педаченко Євген Георгійович     | нейрохірургія                                                 | 28 грудня 2011  |
| Резніков Олександр Григорович   | патологічна фізіологія                                        | 28 грудня 2011  |
| Романенко Аліна Михайлівна      | патологічна анатомія                                          | 4 липня 2000    |
| Романенко Анатолій Юхимович     | радіаційна медицина                                           | 8 квітня 1997   |
| Руденко Анатолій Вікторович     | хірургія коронарних судин                                     | 31 травня 2017  |
| Сердюк Андрій Михайлович        | медична екологія                                              | 4 липня 2007    |
| Тронько Микола Дмитрович        | радіаційна ендокринологія                                     | 13 вересня 2010 |
| Фещенко Юрій Іванович           | пульмонологія і фтизіатрія                                    | 8 квітня 1997   |
| Цимбалюк Віталій Іванович       | нейротрансплантологія                                         | 13 вересня 2010 |
| Широбоков Володимир Павлович    | мікробіологія, вірусологія                                    | 23 травня 2012  |
| Яворовський Олександр Петрович  | токсикологія, хімічна безпека                                 | 31 травня 2017  |

## Померлі академіки
| Академік НАМНУ                   | Фах                             | Дата обрання    |
| -------------------------------- | ------------------------------- | --------------- |
| Амосов Микола Михайлович         | хірургія                        | 22 березня 1993 |
| Безруков Владислав Вікторович    | вікова фізіологія, геронтологія | 28 грудня 2011  |
| Бондар Григорій Васильович       | хірургія                        | 4 жовтня 2002   |
| Візір Анатолій Дмитрович         | терапія                         | 22 березня 1993 |
| Возіанов Олександр Федорович     | хірургія                        | 22 березня 1993 |
| Гончарук Євген Гнатович          | гігієна                         | 22 березня 1993 |
| Дзяк Георгій Вікторович          | терапія                         | 8 квітня 1997   |
| Єфімов Андрій Семенович          | ендокринологія                  | 22 березня 1993 |
| Зербіно Дмитро Деонісович        | патологічна анатомія            | 4 жовтня 2002   |
| Зозуля Юрій Панасович            | нейрохірургія                   | 25 березня 1994 |
| Казаков Валерій Миколайович      | фізіологія                      | 4 липня 2000    |
| Книшов Геннадій Васильович       | хірургія                        | 25 березня 1994 |
| Комісаренко Василь Павлович      | патофізіологія, ендокринологія  | 5 квітня 1993   |
| Корж Олексій Олександрович       | ортопедія, травматологія        | 22 березня 1993 |
| Коркушко Олег Васильович         | терапія                         | 25 березня 1994 |
| Костюк Платон Григорович         | фізіологія                      | 25 березня 1994 |
| Кундієв Юрій Ілліч               | гігієна                         | 22 березня 1993 |
| Лобенко Анатолій Олександрович   | морська медицина                | 22 березня 1993 |
| Лук'янова Олена Михайлівна       | педіатрія                       | 22 березня 1993 |
| Майданник Віталій Григорович     | педіатрія                       | 13 вересня 2010 |
| Мала Любов Трохимівна            | терапія                         | 22 березня 1993 |
| Навакатікян Олександр Оганесович | патофізіологія                  | 22 березня 1993 |
| Павловський Михайло Петрович     | хірургія                        | 8 квітня 1997   |
| Пиріг Любомир Антонович          | внутрішні хвороби               | 22 березня 1993 |
| Розенфельд Леонід Георгійович    | рентгенологія                   | 4 липня 2000    |
| Спіженко Юрій Прокопович         | хірургія                        | 22 березня 1993 |
| Трахтенберг Ісак Михайлович      | гігієна                         | 8 квітня 1997   |
| Фомін Петро Дмитрович            | хірургія                        | 28 грудня 2011  |
| Фролькіс Володимир Веніамінович  | геронтологія                    | 22 березня 1993 |
| Шалімов Олександр Олексійович    | хірургія                        | 22 березня 1993 |